# Paratupua grayi
Genre
Espèce
Paratupua grayi, unique représentant du genre Paratupua, est une espèce d'araignées aranéomorphes de la famille des Physoglenidae.

## Distribution
Cette espèce est endémique de l'État du Victoria en Australie.

## Description
Le mâle holotype mesure 4,50 mm et la femelle 3,30 mm.

## Étymologie
Cette espèce est nommée en l'honneur de Michael R. Gray.

## Publication originale
- Forster, Platnick & Coddington, 1990 : A proposal and review of the spider family Synotaxidae (Araneae, Araneoidea), with notes on theridiid interrelationships. Bulletin of the American Museum of Natural History, no 193, p. 1-116 (texte intégral).